# Бруино
Бруѝно (на италиански: Bruino; на пиемонтски: Bruin, Бруин) е малък град и община в Метрополен град Торино, регион Пиемонт, Северна Италия. Разположен е на 320 m надморска височина. Към 1 януари 2020 г. населението на общината е 8598 души, от които 334 са чужди граждани.